# 劉緯 (元朝)
刘纬，济南人，元朝将领，劉元振的儿子。

## 生平
刘纬创立遂宁诸处山寨。跟随蒙哥南下攻宋，围钓鱼山，攻合州，数战有功。1275年，承袭刘元振之职为万户，守潼川（治今四川省三台县）。授潼川路副招讨，先后任潼川路副招讨、副都元帅、管军万户、四川西道宣慰使、陕西行省参知政事等职。